# Récord (periódico)
Récord es un periódico deportivo mexicano, versión mexicana del diario español Marca, que se distribuye diariamente abarcando los diversos deportes. Fue fundado el 8 de mayo de 2002 por el Grupo Editorial Notmusa. Los trabajos previos al inicio de las funciones de este diario comenzaron el 4 de marzo de 2002.

## Perfil
Es el diario deportivo con mayor circulación en México y uno de los de mayor penetración en el medio periodístico de este país. Inició el 8 de mayo de 2002, con un formato tabloide, completamente a color, impreso con alta tecnología. Ha sido designado durante dos años como El Diario Mejor Diseñado del Mundo por parte de la SND, con sede en Washington. Editorialmente es un periódico que maneja el concepto de Info entretenimiento, divertido, alegre visualmente, crítico y con amplio despliegue fotográfico.
Actualmente es dirigido por Carlos Ponce de León. Tuvo oficinas en Monterrey y Guadalajara, aunque hoy en día únicamente cuenta con representación impresa en la Ciudad de México.

## Secciones
Récord, se divide en:
- Futbol Nacional: Información relacionada con el fútbol mexicano.
- Futbol Internacional: Información relacionada con el fútbol internacional.
- Deportes (Todo menos futbol): Información relacionada con deportes como fútbol americano, béisbol, tenis, deportes amateurs, etc.
- La Contra (Información general): Información general.
- Empelotados (Espectáculos y entretenimiento): Información del mundo del espectáculo, entretenimiento, moda y tendencias, sin olvidar las redes sociales.
- Suplementos especiales: Suplementos con motivos de eventos deportivos importantes como: Super Bowl, Clásico Nacional, Torneos, etc.

## Columnas
En Récord se cuenta con la opinión de diversos conocedores del deporte mexicano.
- David Medrano: El informe Medrano (martes a sábado).
- Antonio Moreno: El tema es...(martes a viernes), El Sabadazo (sábado).
- El Hijo del Santo: Hablemos sin máscaras (jueves).
- Luis García Postigo La Última
- Raúl Orvañanos: En concreto (martes),  Los lunes de...
- Heriberto Murrieta: Ruedo
- Dr. Alfonso Morales: Desde el ring
- Sopitas: "El Kiosko"
- Explosión Sandía: El Livecartoon
- Christian Martinoli: "La Turca por el Mundo"
- Ricardo Pacheco Mtz "El master"
- José Guillermo Montemayor Hijar
- Rubén Rodríguez

## Internet
El 16 de enero de 2009 se puso en marcha el sitio de internet como un concepto especializado en deportes, con secciones variadas, y el 28 de julio de 2010 se lanzó el portal de RÉCORD Regio para los usuarios del norte del país y como un sitio especializado en información de la zona.
El 15 de enero de 2008 el diario creó su canal en YouTube subiendo tres videos.
Desde mayo de 2009 cuenta con un servicio de visualización de PDF`s de las ediciones de Guadalajara, México y Monterrey, al cual se accede por una suscripción.
Se creó RÉCORD FM, como un concepto de radio fuera del radio con programación las 24 horas del día, entre los que se alterna la música con programas de corte informativo en materia deportiva y espectáculos.